# Mervin Maldonado
Pour les articles homonymes, voir Maldonado.
Mervin Maldonado est homme politique vénézuélien, né dans l'État de Mérida vers 1986. Député suppléant pour la législature 2016-2021 à l'Assemblée nationale du Venezuela, il est l'actuel ministre vénézuélien de la Jeunesse et du Sport depuis le 4 septembre 2020, après avoir détenu ce même poste entre 2016 et 2017.

## Formation
Mervin Maldonado est diplômé en comptabilité publique de l'université des Andes de son État natal de Mérida.

## Carrière politique
Après avoir perdu lors d'élections internes du parti socialiste unifié du Venezuela pour être tête de liste dans l'État de Mérida, il est nommé ministre vénézuélien de la Jeunesse et du Sport en remplacement de Pedro Infante le 6 janvier 2016, poste qu'il occupe jusqu'au 7 juin ou au 6 juillet 2017. Après avoir été remplacé par son prédécesseur, il est de nouveau nommé ministre au même portefeuille le 4 septembre 2020. 